# Липовица (Лебане)
Липовица је планинско сеоско насеље у Србији у општини Лебане у Јабланичком округу, на крајњем југоистоку јабланичког краја. Удаљена је 35 кm од општинског седишта. Према попису из 2022. био је 36 становника.
Село припада типу Старог влаха, са кућама међусобно удаљеним и по 1 000 m. Има добру експозицију, осунчано је и проветрено. Окружено је честим шумарцима, понеким воћњацима и још чешћим изворима и потоцима (Просторни план Републике Србије овај простор третира као подручје резервних подземних вода). Атар села има сложен изглед, са махалама које су просторно развијене у висинском појасу од 450 до 1 181 m и пространим шумским површинама.
Насеобинска структура има доста сачуваног народног градитељства, са интересантним али скромним кућама и покућством у њима, а посебно се издваја стара црква Св. Архангела Михаила.

## Демографија
У насељу Липовица живи 133 пунолетна становника, а просечна старост становништва износи 51,8 година (50,6 код мушкараца и 53,1 код жена). У насељу има 58 домаћинстава, а просечан број чланова по домаћинству је 2,53.
Ово насеље је у потпуности насељено Србима (према попису из 2002. године), а у последња три пописа, примећен је пад у броју становника.
|  |

| Демографија | Демографија | Демографија |
| Година      | Становника  | Становника  |
| ----------- | ----------- | ----------- |
| 1948.       | 862         |             |
| 1953.       | 908         |             |
| 1961.       | 903         |             |
| 1971.       | 599         |             |
| 1981.       | 387         |             |
| 1991.       | 249         | 249         |
| 2002.       | 147         | 147         |
| 2011.       | 91          |             |
| 2022.       | 36          |             |

| Етнички састав према попису из 2002.‍ | Етнички састав према попису из 2002.‍ | Етнички састав према попису из 2002.‍ | Етнички састав према попису из 2002.‍ | Етнички састав према попису из 2002.‍ |
| ------------------------------------ | ------------------------------------ | ------------------------------------ | ------------------------------------ | ------------------------------------ |
|                                      |                                      |                                      |                                      |                                      |
| Срби                                 | Срби                                 |                                      | 147                                  | 100,0%                               |

| Година пописа     | 1948. | 1953. | 1961. | 1971. | 1981. | 1991. | 2002. |
| ----------------- | ----- | ----- | ----- | ----- | ----- | ----- | ----- |
| Број домаћинстава | 127   | 130   | 138   | 122   | 102   | 81    | 58    |

| Број чланова      | 1  | 2  | 3 | 4 | 5 | 6 | 7 | 8 | 9 | 10 и више | Просек |
| ----------------- | -- | -- | - | - | - | - | - | - | - | --------- | ------ |
| Број домаћинстава | 14 | 24 | 8 | 3 | 5 | 4 | 0 | 0 | 0 | 0         | 2,53   |

| Пол    | Укупно | Неожењен/Неудата | Ожењен/Удата | Удовац/Удовица | Разведен/Разведена | Непознато |
| ------ | ------ | ---------------- | ------------ | -------------- | ------------------ | --------- |
| Мушки  | 71     | 17               | 40           | 10             | 3                  | 1         |
| Женски | 62     | 2                | 42           | 18             | 0                  | 0         |
| УКУПНО | 133    | 19               | 82           | 28             | 3                  | 1         |

| Пол    | Укупно                    | Пољопривреда, лов и шумарство | Рибарство                            | Вађење руде и камена | Прерађивачка индустрија       |
| ------ | ------------------------- | ----------------------------- | ------------------------------------ | -------------------- | ----------------------------- |
| Мушки  | 55                        | 54                            | 0                                    | 0                    | 0                             |
| Женски | 39                        | 37                            | 0                                    | 0                    | 0                             |
| УКУПНО | 94                        | 91                            | 0                                    | 0                    | 0                             |
| Пол    | Производња и снабдевање   | Грађевинарство                | Трговина                             | Хотели и ресторани   | Саобраћај, складиштење и везе |
| Мушки  | 0                         | 0                             | 1                                    | 0                    | 0                             |
| Женски | 0                         | 0                             | 0                                    | 0                    | 0                             |
| УКУПНО | 0                         | 0                             | 1                                    | 0                    | 0                             |
| Пол    | Финансијско посредовање   | Некретнине                    | Државна управа и одбрана             | Образовање           | Здравствени и социјални рад   |
| Мушки  | 0                         | 0                             | 0                                    | 0                    | 0                             |
| Женски | 0                         | 0                             | 0                                    | 2                    | 0                             |
| УКУПНО | 0                         | 0                             | 0                                    | 2                    | 0                             |
| Пол    | Остале услужне активности | Приватна домаћинства          | Екстериторијалне организације и тела | Непознато            | Непознато                     |
| Мушки  | 0                         | 0                             | 0                                    | 0                    | 0                             |
| Женски | 0                         | 0                             | 0                                    | 0                    | 0                             |
| УКУПНО | 0                         | 0                             | 0                                    | 0                    | 0                             |